# 西宁山陕会馆
山陕会馆，位于中国青海省西宁市城中区，为第八批青海省文物保护单位，公布日期为2008年4月10日，类型为古建筑。
山陕会馆的历史年代为清。